# Берген (Північна Голландія)
Берген (нід. Bergen, нід. вимова: [ˈbɛrɣə(n)] ( прослухати)) — місто і муніципалітет у Нідерландах, у провінції Північна Голландія на узбережжі Північного моря.

## Населені пункти муніципалітету
Крім безпосередньо міста Берген до складу муніципалітету входять населені пункти:
Села
- Берген-ан-Зе
- Грут
- Егмонд-ан-ден-Гуф
- Егмонд-ан-Зе
- Егмонд-Біннен
- Схорл

Селища
- Агтдорп
- Брегтдорп
- Вімменюм
- Гарген
- Кампердейн
- Катрейп
- Схорлдам (частково)

## Визначні мешканці
- Ян ван Скорел (1495 – 1562) — нідерландський художник
- Тен де Ноєр (1976) — нідерландський хокеїст на траві, олімпійський чемпіон

## Галерея

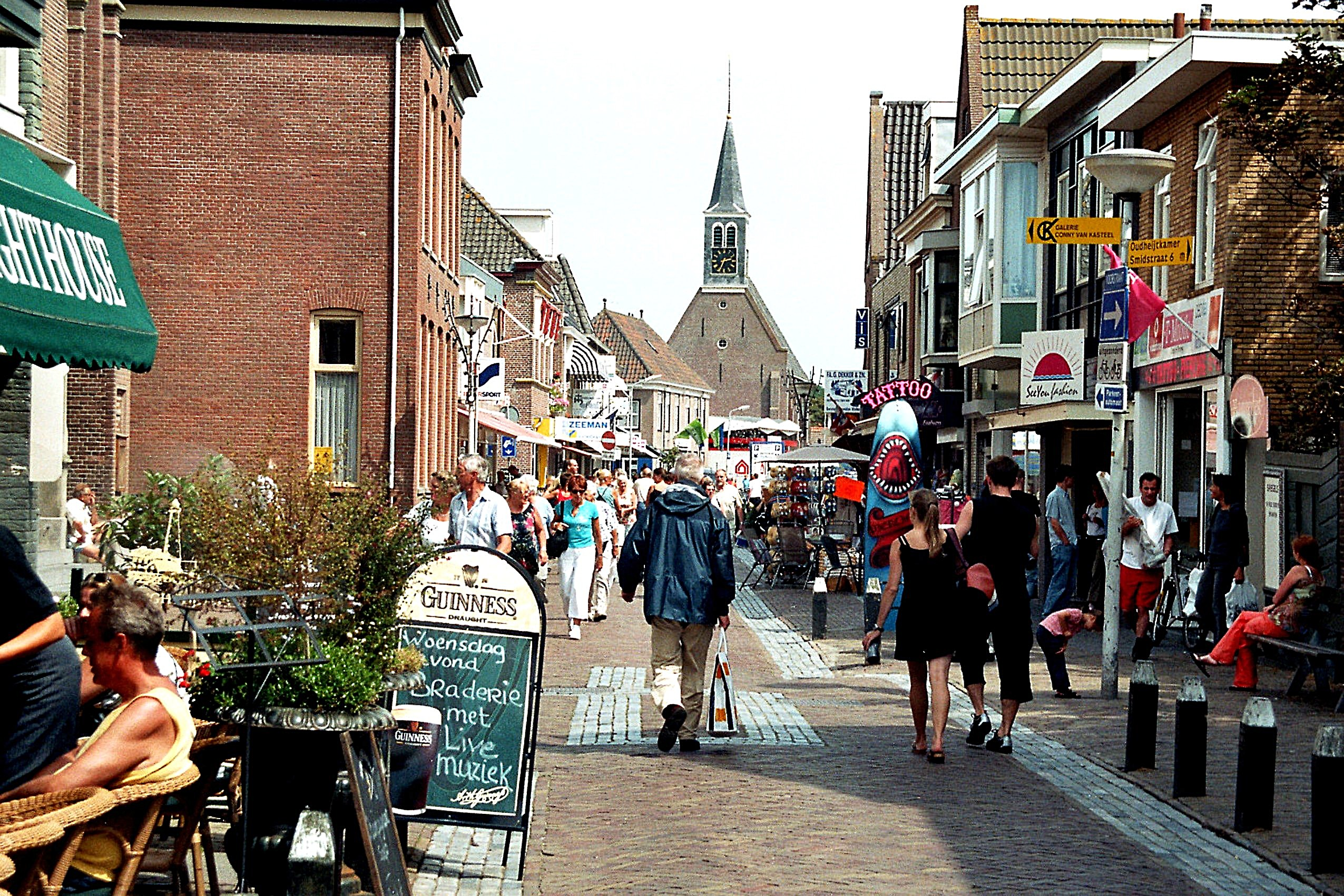
Центр Егмонда-ан-Зе
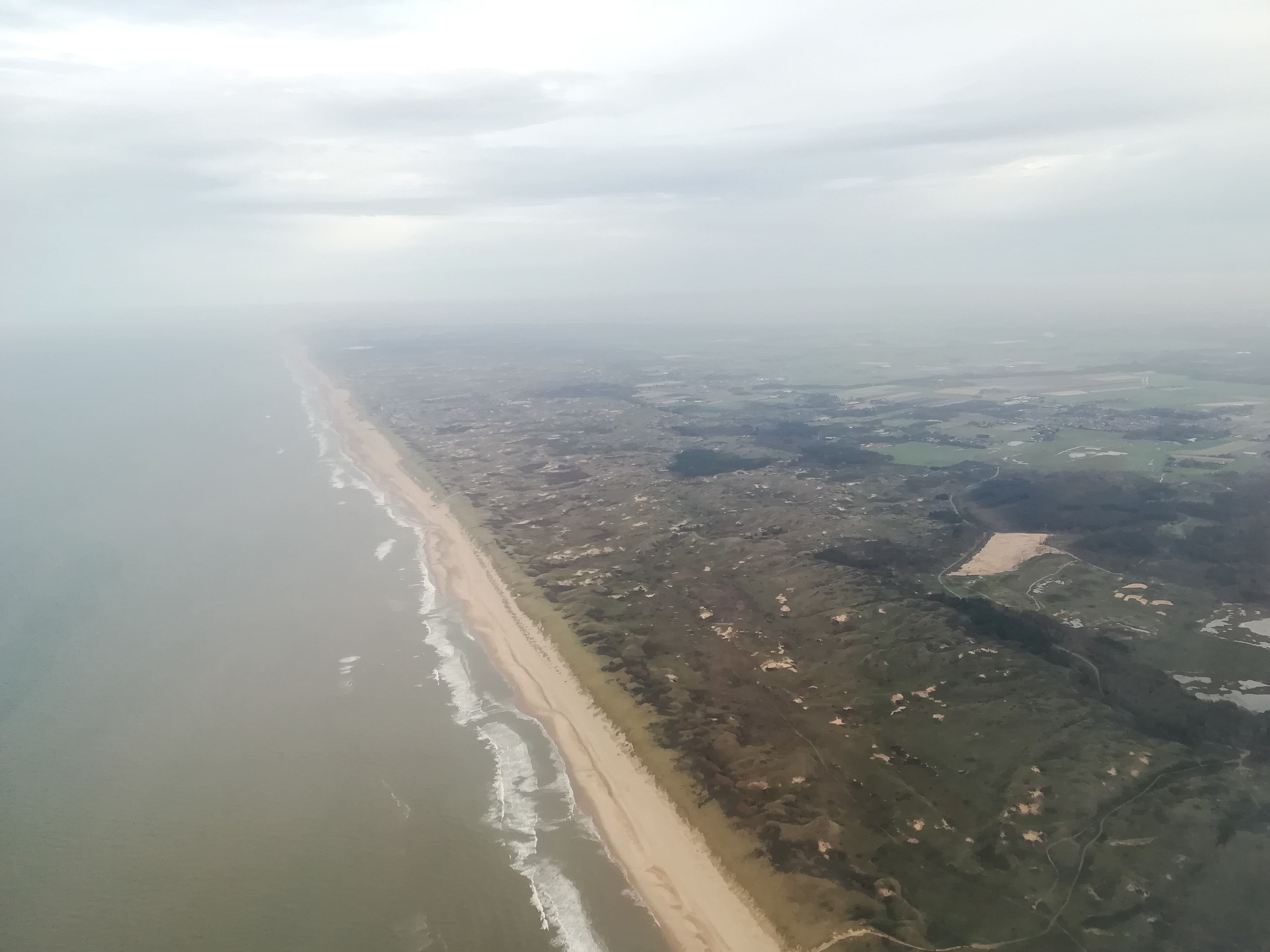
Морське узбережжя в Егмонд-Біннені
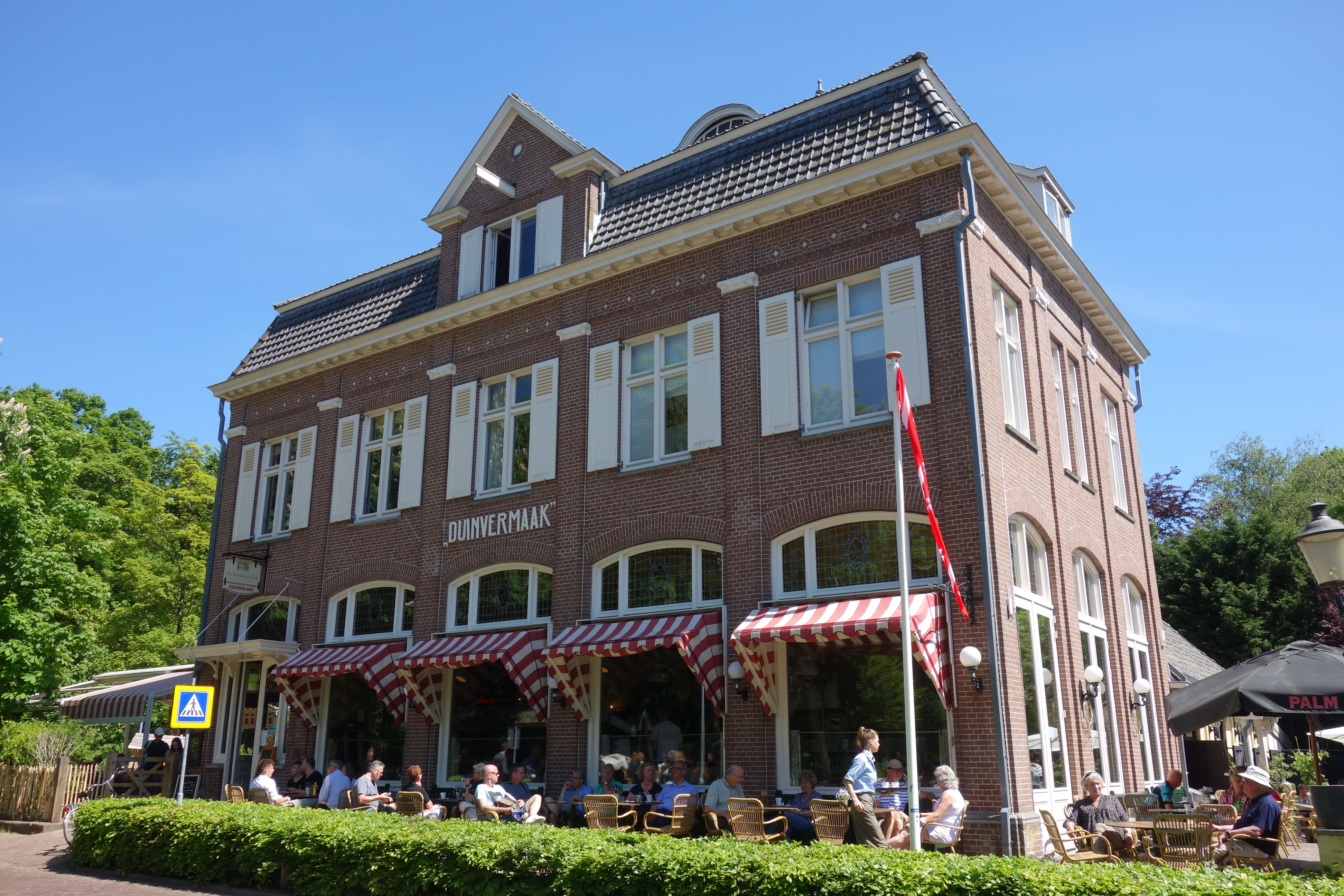
Таверна в Бергені
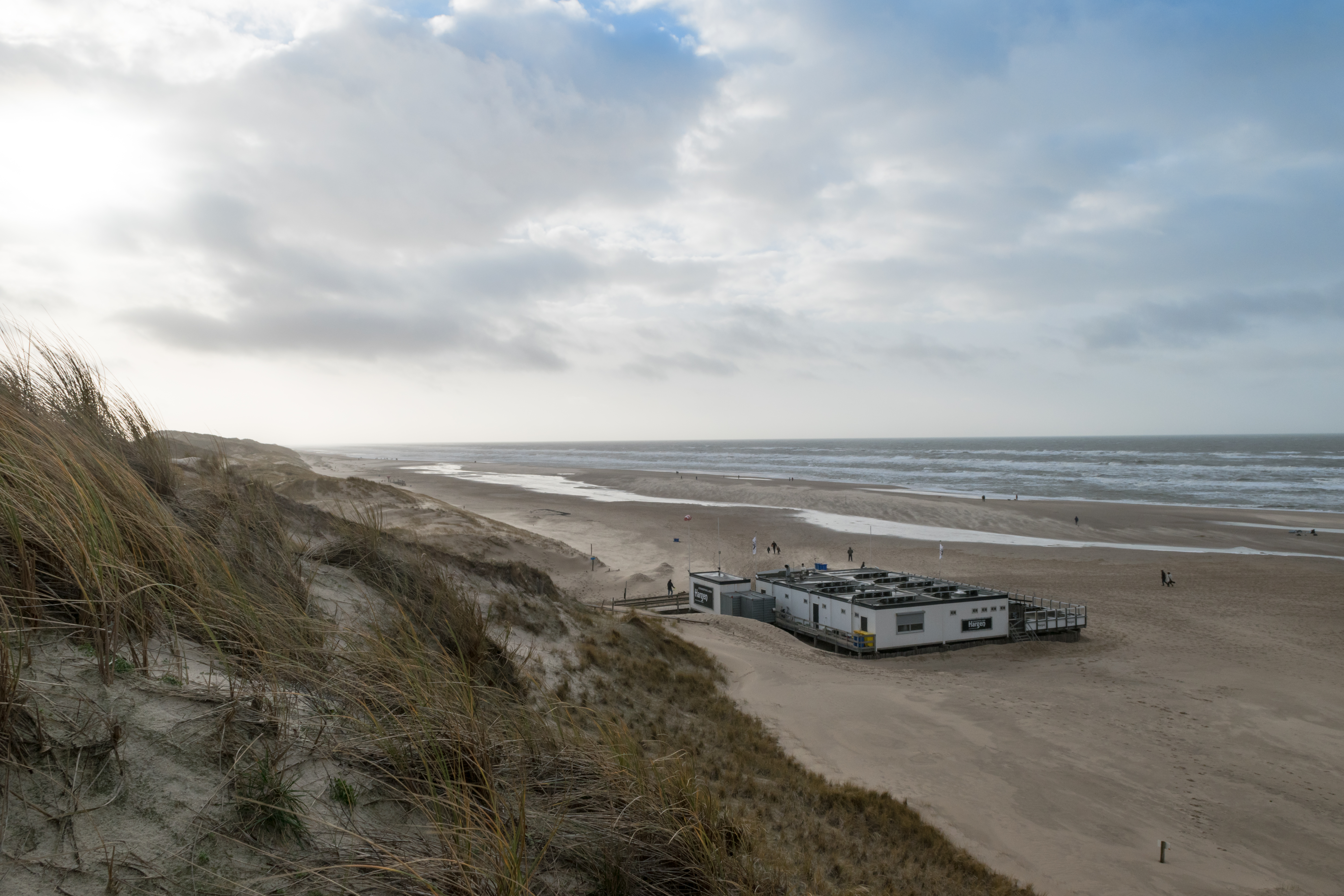
Пляж у Гаргені